# Bouznika
Bouznika (in arabo بوزنيقة‎?, Būznīqa; in berbero: ⴱⵓⵣⵏⵉⵇⴰ) è una città del Marocco, nella provincia di Benslimane, nella regione di Casablanca-Settat.
Bouznika è una località apprezzata dai praticanti del surf che vi si pratica anche d'inverno.